# Hirschberg (Langen bei Bregenz)
Der Hirschberg ist ein 1095 m ü. A. hoher Berg der Allgäuer Voralpen westlich der Iller. Er liegt zum größten Teil im Gebiet der Gemeinde Langen bei Bregenz, ein Teil des Westhangs gehört zu Eichenberg.

## Lage und Umgebung
Der Hirschberg wird von Kesselbach, Rotach, Bregenzer Ach und Rickenbach eingerahmt. Er ist der höchste Berg des Pfänderstocks und der Allgäuer Alpen westlich der Weißach.

## Geologie
Der Hirschberg liegt inmitten der Molassezone des Bregenzerwaldes.

## Landschaft und Naturschutz
Die Gipfelregion des Hirschberges sowie große Teile des Westhanges wurden 1974 zum Naturschutzgebiet erklärt.
Zusätzlich sind der Süd- und Osthang sowie die Magerweiden auf der Südflanke im Biotopinventar Vorarlberg unter der Nummer 22211,03 registriert, wobei angemerkt wird, dass für den nährstoffarmen Boden charakteristische Massenvorkommen von Arnika durch Aufdüngung mit Gülle seit den 1980er-Jahren zunehmend zerstört werden.

## Erschließung, Nutzung und Tourismus
Am Westhang direkt unterhalb des Gipfels liegt die Hirschberg-Alpe, wenige Meter unterhalb des Gipfelkreuzes steht die Marienkapelle. An den Hängen des Berges befinden sich die Rotten Unterhirschberg, Hegisberg, Birkenberg, Feßlerberg, Ahornach und Geserberg, wobei die letzten drei auf jeweils gleichnamigen leichten Anhöhen liegen.
Touristisch steht der Hirschberg im Schatten des mit einer Luftseilbahn erschlossenen und wesentlich stärker beworbenen Pfänders, obwohl er 33 Meter höher als jener ist. Dennoch führen mehrere Wanderwege von Langen, Eichenberg oder der Pfänderbahn-Bergstation auf den Hirschberg, unter anderem die vom Pfänder ausgehende fünfstündige Drei-Eintausender-Bergwanderung mit Pfänder, Hochberg und Hirschberg.
Trotz der für alpine Verhältnisse geringen Höhe von 1095 m ü. A. bietet der Hirschberg von seinem Gipfel einen beeindruckenden Ausblick auf den vorderen Bregenzerwald.